# Receptor muscarínico M3

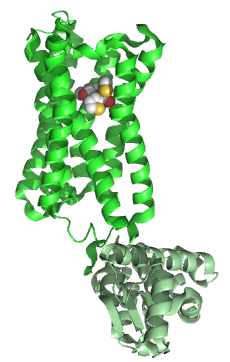
Receptor muscarínico de la acetilcolina tipo M3.

El receptor muscarínico de la acetilcolina tipo M 3, también llamado receptor colinérgico muscarínico 3, es un tipo de receptor muscarínico para el neurotransmisor acetilcolina, codificado por el gen CHRM3.

## Ubicación
Los receptores muscarínicos M3 están ubicados sobre muchas células del organismo, incluyendo el músculo liso—por ejemplo el músculo liso del aparato digestivo, la vejiga urinaria y el tejido vascular y respiratorio—, glándulas exocrinas, y endocrinas, así como en el pulmón. Se encuentran también en el sistema nervioso central en donde inducen el vómito. Por lo general, causan contracción del músculo liso y un aumento en la secreción de glándulas.
El receptor M3 se localiza específicamente en las superficies celulares de las largas neuronas piramidales por toda la corteza cerebral y el hipocampo, así como en las pequeñas neuronas colinérgicas del cuerpo estriado.

## Estructura
El receptor M3 es una proteína transmembranal, es decir, atraviesa la membrana plasmática por medio de siete segmentos altamente conservados—que existe poca variabilidad en los aminoácidos de estos segmentos—, cada uno de los cuales atraviesa la membrana una vez.
Existe una relación directa entre las funciones del receptor y su estructura, por ejemplo, para que haya una efectiva unión del receptor a la proteína G depende de cuatro aminoácidos del tercer segmento y otros cuatro del segundo segmento.

## Mecanismo
Al igual que los receptores muscarínicos M1, los M3 son proteínas G del subtipo Gq, el cual regula positivamente a la fosfolipasa C y, por ende, a las vías de señalización del inositol trifosfato y del calcio intracelular. La cascada de señalización intracelular del calcio incluye la activación de la proteína quinasa C y los efectos de éste sobre la célula. Ciertos factores, como los nucleótidos de guanina y los iones de Cu2+ y Zn2+, afectan las funciones de los receptores muscarínicos.

## Efectos
Cada uno de los receptores muscarínicos tienen funciones específicas que dependen del tejido donde se encuentren. No responden a la toxina de la Bordetella pertussis (PTX) ni la del Vibrio cholerae (CTX).

### Músculo liso
Debido a que el receptor M3 está acoplado a la unidad Gq de la proteína G y debido a que es mediador de un aumento en el calcio intracelular, por lo general causa contracción del músculo liso como el observado durante una broncoconstricción. Sin embargo, en relación con la vasculatura, la activación de M3 sobre el endotelio de los vasos sanguíneos causa un aumento en la síntesis de óxido nítrico, el cual difunde a la musculatura lisa vascular circunvecina causando su relajamiento y vasodilatación consecuente, por lo que explica el efecto paradójico de los parasimpaticomiméticos sobre el tono vascular y bronquiolar. En efecto, la estimulación directa del receptor M3 del músculo liso de los vasos sanguíneos produce vasoconstricción en patologías donde el endotelio vascular está perturbado.

### Otras funciones
Los receptores M3 están también ubicados en varias glándulas, tanto endocrinas como exocrinas, en donde contribuyen a estimular la secreción de las glándulas salivales, entre otras glándulas del cuerpo.
Otros efectos incluyen:
- Aumento de las secreciones del estómago;
- Acomodación ocular;
- Por su asociación a proteínas G, puede tener un papel en la inducción de transformaciones neoplásicas dependiente de agonistas;[8]
- En condiciones de ensayos de investigación, el receptor M3 puede aumentar o disminuir la mitogénesis;[8]
- El sistema nervioso central y periférico usan los receptores M3 como mediadores en la transducción de señales.[5]
- Tiene un papel en la actividad de ciertas bombas de potasio dependientes de voltaje.[4]

## Agonistas
- acetilcolina
- betanecol
- carbacol[10]
- oxotremorina[11]
- pilocarpina (en el ojo)

## Antagonistas
- atropina[11]
- dicicloverina[11]
- tolterodina[11]
- oxybutinina[11]
- ipratropio[11]
- darifenacina
- tiotropio (broncodilatador)[12]